# Monako na Letnich Igrzyskach Olimpijskich 1936
Monako na Letnich Igrzyskach Olimpijskich 1936 w Berlinie reprezentowało 6 zawodników w konkurencjach sportowych oraz 2 zawodników w konkursie sztuki i literatury. Najmłodszym olimpijczykiem był strzelec Pierre Marsan (19 lat 358 dni), a najstarszym Louis Briano (45 lat 162 dni), również startujący w strzelectwie.
Był to czwarty start reprezentacji Monako na letnich igrzyskach olimpijskich.

## Olimpijski Konkurs Sztuki i Literatury
- Marc-César Scotto – kompozycje wokalne
- Auguste Philippe Marocco – malarstwo

## Strzelectwo
Mężczyźni
| Konkurencja                      | Zawodnik        | Wynik       | Miejsce |
| -------------------------------- | --------------- | ----------- | ------- |
| Pistolet szybkostrzelny 25 m     | Roger Abel      | -           | AC      |
| Pistolet szybkostrzelny 25 m     | Herman Schultz  | -           | AC      |
| Pistolet szybkostrzelny 25 m     | Michel Ravarino | -           | AC      |
| Pistolet dowolny 50 m            | Herman Schultz  | 496 punktów | 38.     |
| Pistolet dowolny 50 m            | Louis Briano    | 467 punktów | 41.     |
| Pistolet dowolny 50 m            | Victor Bonafède | 433 punkty  | 43.     |
| Karabin małokalibrowy leżąc 50 m | Michel Ravarino | 290 punktów | 36.     |
| Karabin małokalibrowy leżąc 50 m | Roger Abel      | 284 punkty  | 57.     |
| Karabin małokalibrowy leżąc 50 m | Pierre Marsan   | 275 punktów | 65.     |